# Тополь Симона
Тополь Симона (лат. Populus simonii), или  Тополь китайский — вид лиственных деревьев из рода Тополь (Populus) семейства Ивовые (Salicaceae).

## Распространение и экология
В природе ареал вида охватывает Монголию и северные районы Китая, Дальний Восток, в восточных районах Средней Азии. В культуре довольно широко распространён в Прибалтийских странах, в Белоруссии, Украине, Кавказе и республиках Средней Азии.
На богатых, влажных и сырых почвах растёт очень быстро. Переносит сухость воздуха, благодаря чему его можно разводить в степных районах. Обладает высокой зимостойкостью.
Хорошо размножается зимними стеблевыми черенками.

## Ботаническое описание
Дерево высотой от 10 до 20 м, с яйцевидной кроной. Молодые побеги тонкие, несколько повислые, голые или опушённые, красно-бурые, глянцевитые.
Почки крупные, длинно-заострённые, голые, клейкие. 
Листья ромбически-яйцевидные или ромбически-эллиптические, длиной 4—12 см, шириной 3—8 см, с наибольшей шириной выше середины, с широко- или узко-клиновидным основанием, заострённые к вершине и округлые у основания, мелко-остропильчатые, сверху тёмно-зелёные, с красными жилками, снизу беловато-сизоватые.
Черешки короткие, длиной до 2 см, цилиндрические, сверху желобчатые.
Пестичные серёжки голые, длиной 2,6 см.
Плоды — двух-, реже трёхстворчатые, грушевидные, голые или волосистые коробочки длиной 3—4 мм.

## Таксономия
Populus simonii Carrière, Revue Horticole (Paris) 360. 1867.

### Синонимы
- Populus przewalskii Maxim., Bull. Acad. Imp. Sci. Saint-Pétersbourg, sér. 3, 27: 540. 1882.[5]
- Populus brevifolia Carrière ex C.K.Schneid., nom. inval., Ill. Handb. Laubholzk.[исп.] 1:16.  1904, pro syn.[3]
- Populus suaveolens var. przewalskii (Maxim.) C.K.Schneid., C. S. Sargent, Pl. wilson.[исп.] 3:32.  1916[3]